# ويليام بالاسيو غونزاليس
ويليام بالاسيو غونزاليس (بالإسبانية: William Palacios González)‏ هو لاعب كرة قدم كولومبي في مركزي الوسط والهجوم، ولد في 21 يوليو 1994 في Bahía Solano ‏ في كولومبيا. لعب مع Lobos BUAP ‏.

## وصلات خارجية
- ويليام بالاسيو غونزاليس على موقع إي إس بي إن إف سي (الإنجليزية)
- ويليام بالاسيو غونزاليس على موقع Soccerbase.com (لاعب) (الإنجليزية)
- ويليام بالاسيو غونزاليس على موقع Soccerway.com (الإنجليزية)
- ويليام بالاسيو غونزاليس على موقع عالم كرة القدم.نت (الإنجليزية)
- ويليام بالاسيو غونزاليس على موقع AS.com (الإسبانية)